# فضاء حلقي
في الرياضيات، الفضاء الحلقي (بالإنجليزية: Ringed space) هو عائلة من الحلقات (التبديلية) المُعَلَّمَة بمجموعات فرعية مفتوحة من الفضاء الطبولوجي مع تشاكلات حلقية [الإنجليزية] تلعب دور الاقتصارات. على وجه التحديد، هو فضاء طبولوجي مزود بحزمة من الحلقات تسمى حزمة البنية. إنه تجريد لمفهوم حلقات الدوال الدوال المستمرة (سُلَّمِيّة القيم) على مجموعات فرعية مفتوحة.
ومن بين الفضاءات الحلقية، يوجد فضاء حلقي محليًا ذا أهمية خاصة وبارزة: وهو فضاء حلقي يكون فيه المُماثَلة بين الساق [الإنجليزية] عند نقطة ما وحلقة براعم [الإنجليزية] الدوال عند نقطة ما صالحة.
تظهر الفضاءات الحلقية في التحليل وكذلك في الهندسة الجبرية المركبة ونظرية الرُّشُوم للهندسة الجبرية.
ملاحظة: في تعريف الفضاء الحلقي، تميل معظم التفسيرات إلى اقتصار الحلقات لتكون حلقات تبديلية، بما في ذلك هارتشورن [الإنجليزية] وويكيبيديا. من ناحية أخرى، لا يفرض كتاب عناصر الهندسة الجبرية [الإنجليزية] افتراض التبديلية، على الرغم من أن الكتاب يتناول في الغالب الحالة التبديلية.

### معلومات الكتب الكاملة
- Section 0.4 of Grothendieck, Alexandre; Dieudonné, Jean (1960). "Éléments de géométrie algébrique: I. Le langage des schémas". Publications Mathématiques de l'IHÉS (بالفرنسية). 4. DOI:10.1007/bf02684778. MR:0217083.
- Hartshorne, Robin (1977), Algebraic Geometry [الإنجليزية], Graduate Texts in Mathematics (بالإنجليزية), New York: Springer-Verlag, vol. 52, ISBN:978-0-387-90244-9, MR:0463157